# 加納みき
加納 みき（かのう みき、6月24日 - ）は、漫画家。
『少女革命』（一水社）、『恋愛果実apricot』（祥伝社）などで執筆活動を展開。両誌休刊後は同人誌の制作を中心に活動。その他に学習参考書の表紙イラスト等も手がけている。

## 単行本
- ××だけじゃイヤ 光彩書房 (2001/10) ISBN 978-4877751265
- こどもじゃないんだからっ 光彩書房 (2002/9/25) ISBN 978-4877752026
- たいせつなLesson 光彩書房 (2003/8/26) ISBN 978-4860930479
- ラブエッセンス 祥伝社 (2005/10/28) ISBN 978-4396780036
- ぜんぶあげちゃう 祥伝社 (2006/3/1) ISBN 978-4396780081
- だってだって大好き 祥伝社 (2006/6/24) ISBN 978-4396780159
- レンアイ∞化学式 祥伝社 (2006/10/24) ISBN 978-4396780227